# Iglesia de San Clemente de Ohrid
La Iglesia de San Clemente de Ohrid (en macedonio: Соборна црква - Свети Климент Охридски; a menudo llamado simplemente Soborna Crkva; Соборна црква), se localiza en la ciudad de Skopie, en Macedonia del Norte, se trata del mayor templo ortodoxo de la Iglesia Ortodoxa de Macedonia del Norte en la actualidad.

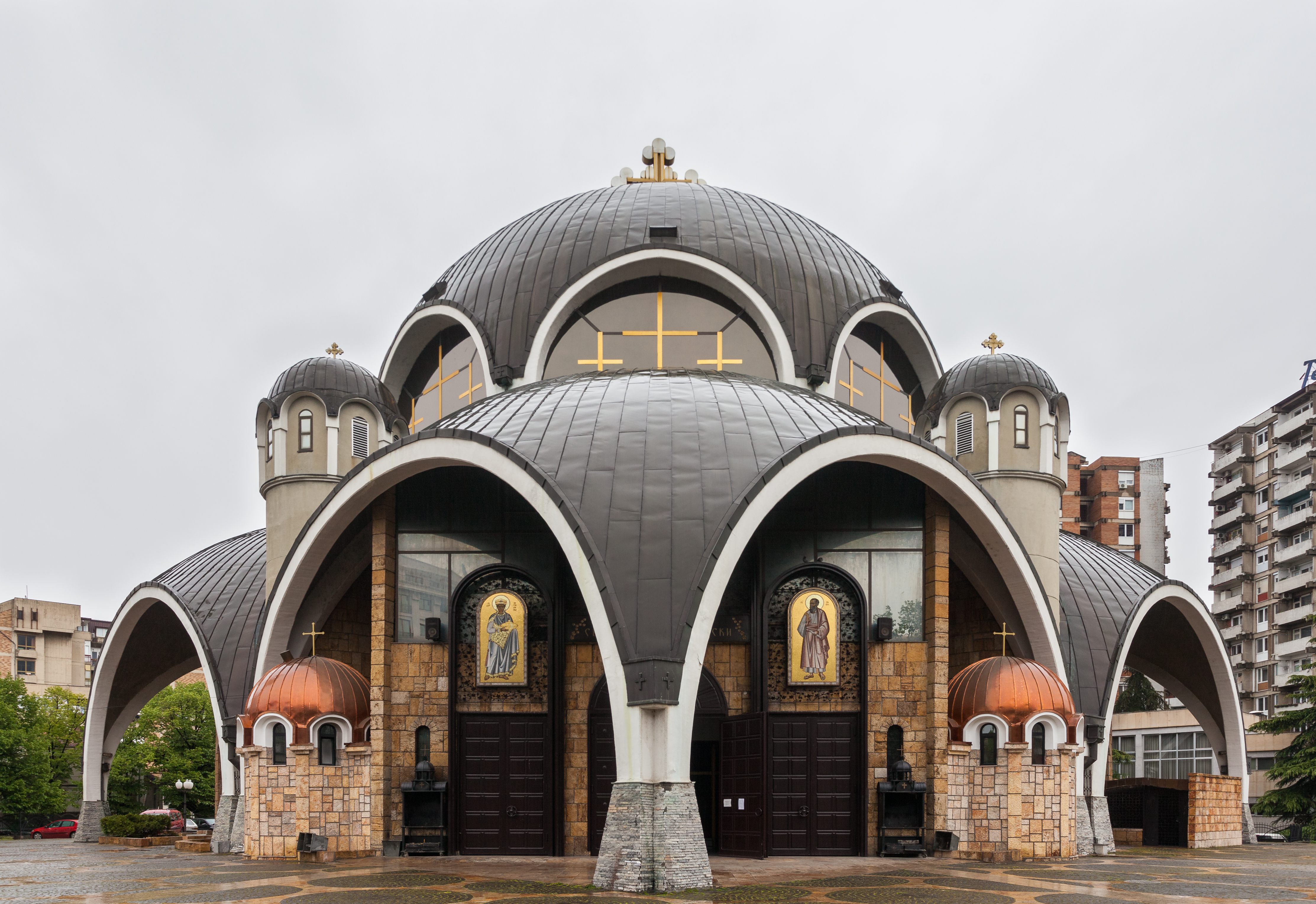

La construcción de la iglesia catedral ortodoxa, diseñado por Slavko Brezovski, se inició en 1972 y fue consagrada el 12 de agosto de 1990, en el 1150º aniversario del nacimiento del patrono de la iglesia, San Clemente de Ohrid.